# Philipsburg (Pensilvania)
Philipsburg es un borough ubicado en el condado de Centre en el estado estadounidense de Pensilvania. En el año 2000 tenía una población de 5,480 habitantes y una densidad poblacional de 1,438.9 personas por km².

## Geografía
Philipsburg se encuentra ubicado en las coordenadas 40°53′42″N 78°13′09″O / 40.89500, -78.21917.

## Demografía
Según la Oficina del Censo en 2000 los ingresos medios por hogar en la localidad eran de $28,356 y los ingresos medios por familia eran $36,667. Los hombres tenían unos ingresos medios de $28,537 frente a los $21,382 para las mujeres. La renta per cápita para la localidad era de $16,002. Alrededor del 9.7% de la población estaba por debajo del umbral de pobreza.